# Jezioro Mątowy Długie
Jezioro Mątowy Długie – jezioro na Żuławach Wiślanych, położone w gminie Miłoradz, w powiecie malborskim, w woj. pomorskim. 
Zbiornik ma powierzchnię 9,57 ha.